# آبغرم (حسين أباد كرمان)
آبغرم (بالفارسية: آبگرم) هي قرية تقع في إيران في Hoseynabad Rural District. يقدر عدد سكانها بـ 384 نسمة .